# XXII Festival Internacional de la Canción de Viña del Mar
El XXII Festival de la Canción de Viña del Mar, o simplemente  Viña 81, se realizó del 18 al 23 de febrero de 1981 en el anfiteatro de la Quinta Vergara, en Viña del Mar, Región de Valparaíso, Chile. Fue transmitido por Televisión Nacional de Chile y animado por Antonio Vodanovic y coanimado por María Olga Fernández. Además, fue transmitido a todo el país por el Núcleo de Emisoras Diego Portales (Radios Portales de Santiago y Valparaíso, Radio Bulnes de Santiago, Radios Carolina FM de Santiago y Viña del Mar y la "Red Unidos Para Unir a Chile".
Es considerado por muchos como la mejor edición del Festival de Viña, debido a la calidad de los artistas que llegaron al evento y al alto presupuesto que se invirtió en ella, influido por la paridad del dólar estadounidense a 39 pesos chilenos y por la necesidad de la dictadura militar de presentar una buena imagen internacional.
La XXII contó con la presencia de dos de las más grandes estrellas hispanas, Julio Iglesias, y Camilo Sesto, el venezolano José Luis Rodríguez "El Puma" y los estadounidenses Ray Conniff y KC and The Sunshine Band.

## Artistas participantes
- Julio Iglesias
- Camilo Sesto
- José Luis Rodríguez "El Puma"
- Ray Conniff
- KC and The Sunshine Band
- Miguel Bosé
- Gloria Simonetti
- José Alfredo Fuentes
- Lucho Navarro (humor)
- Los Huasos Quincheros
- Elenco de Jappening con ja (humor)
- Mirla Castellanos
- Leonardo Favio
- Lía Crucet
- Hernaldo Zúñiga
- Maureen McGovern
- Ángela Carrasco
- Four Tops

## Jornadas

### Día 1 (miércoles 18)
- Obertura con ejecución de "Dudando, dudando".
- Camilo Sesto
- Presentación jurado.
- Competencia Internacional.
- KC and the Sunshine Band
- Cierre

### Día 2 (jueves 19)
- Obertura.
- KC & The Sunshine Band
- Competencia Internacional.
- Ángela Carrasco
- Camilo Sesto (Cierre)

### Día 3 (viernes 20)
- Obertura.
- "La Cuatro Dientes" (Gloria Benavides)
- José Luis 'El Puma" Rodríguez
- Cierre

### Día 4 (sábado 21)
- Obertura.
- Elenco de Jappening con ja

### Día 5 (domingo 22)
- Obertura.
- Lía Crucet
- Miguel Bosé

### Día 6 (lunes 23)
- Obertura con ejecución de "Dudando, dudando".
- Julio Iglesias
- Competencia Internacional.
- KC & The Sunshine Band.
- Miguel Bosé
- Premiación Competencia Internacional.
- Cierre del Festival con "Dudando, dudando" interpretado por Julio Iglesias, José Luis Rodríguez, Miguel Bosé, KC y el Cuadro de Honor de la Competencia Internacional.

## Curiosidades y anécdotas
- Los organizadores del evento habían acordado un cierre que tuviera a los ganadores de la competencia y las tres mayores estrellas presentes: Camilo Sesto, Julio Iglesias, José Luis Rodríguez "El Puma", hecho que no sucedió completamente, ya que el español Camilo Sesto tenía otros compromisos internacionales y después de su memorable actuación en la Quinta Vergara se fue de Chile con la primera gaviota de plata entregada por primera vez a un artista invitado. Quienes sí participaron de la clausura fueron José Luis Rodríguez "El Puma" y Julio Iglesias. Este último demoró en llegar al escenario puesto que se había encerrado en su camarín, lo que provocó un momento tenso.[1]
- Raquel Argandoña fue miembro del Jurado Internacional y se destacó por el glamur de su insólito vestido metálico.
- Antes de la salida, Julio Iglesias tras bastidores le dijo a José Luis Rodríguez "El Puma": "Me habría ido, sólo me quedé por ti", luego de que los organizadores le pidieran quedarse al cierre del Festival. El "Puma" respondió a la arrogancia del español: "En cambio yo, me quedé por Chile".
- El compositor de "Linda Minga", segundo lugar de la competencia folklórica, se llamaba en realidad Richard Rojas (no Ricardo Rojas), quien debió ocupar dicho seudónimo en dictadura por ser un conocido cantautor de izquierda. Se trata del mismo ganador del primer "Festival de la Nueva Canción Chilena" (1969), certamen en que su obra "La Chilenera" compartió el primer lugar con "Plegaria de un labrador" de Víctor Jara. En palabras de Margot Loyola, jurado de la competencia, fue segundo porque el jurado no quiso que en el primer festival folclórico que se hacía después de ocho años lo ganara un artista de izquierda.
- Los integrantes de la banda KC and The Sunshine Band quedaron molestos ya que no fueron recibidos por ningún admirador en el aeropuerto, y no quisieron alojarse en el Hotel O'Higgins de Viña del Mar, donde los esperaban sus fanes. Además Harry Casey, miembro del grupo, tuvo un altercado con el periodista de La Tercera Luis Fuenzalida que había dicho que él era bisexual, a quien le propinó una dura paliza.[2]
- El compositor de la canción ganadora del género folclórico, Ricardo de la Fuente, sería luego director de la trasmisión del mismo festival entre 2002 y 2008.
- La canción ganadora, Waiting, fue grabada años más tarde en español por la cantante chilena María Inés Naveillán, con el título Esperando. Casualmente, Naveillán representó a Chile en el mismo festival.
- La canción que ocupó el segundo puesto en la competencia internacional, Pasajero de la luz, fue compuesta por Fernando Ubiergo en honor a John Lennon, asesinado en diciembre del año anterior.
- El Festival fue transmitido por Televisión Nacional de Chile y las radios Portales, Carolina y Alondra.

## Jurado Internacional
- Ray Conniff
- Ángela Carrasco
- Luis Sigall (presidente del jurado)
- Maureen McGovern
- Hernaldo Zúñiga
- Raquel Argandoña
- Leonardo Favio

## Competencias
Internacional:
- 1.er lugar:  Alemania Occidental, Waiting, de Karl-Heinz Merkel, interpretada por Cherry Laine.[3]
- 2.° lugar:  Chile, Pasajero de la Luz, escrita e interpretada por Fernando Ubiergo.
- 3.er lugar:  Estados Unidos, Ahora ya no importa, interpretada por Marjorie Barnes.
- Mejor intérprete: María Inés Naveillán, intérprete de Déjame soñar,  Chile.

Folclórica:
- 1.er lugar: Ay, Fernanda, de Ricardo de la Fuente, interpretada por Santiago Cuatro.
- 2.° lugar: Linda la Minga, de Ricardo Rojas, interpretada por Santiago del Nuevo Extremo.[4][5]